# Ilha Candelária
A Ilha Candelária ou ilha Candlemas (em inglês:  Candlemas Island) é uma pequena ilha desabitada, pertencente às Ilhas Sandwich do Sul. Localiza-se a pouco mais de 3 km da ilha Vindicação, da qual é separada pelo Canal Nelson.
Na parte noroeste da ilha, encontra-se um estratovulcão ativo, a Colina Lúcifer, que mostrou sinais de atividade em 1911 e jorrou lava entre 1953 e 1954. Os montes Andrômeda e Perseus são os dois cumes da ilha, cobertos por geleira. O Monte Andrômeda é o pico mais alto da ilha, com altitude de 550 metros.
A ilha Candelária foi cenário de um romance, escrito pelo inglês Donald Gordon Payne (sob o pseudônimo de Ian Cameron) de nome The White Ship (O Navio Branco), em 1975. O livro conta a história de uma desastrosa expedição à ilha, em que seus membros combatem fantasmas de um naufrágio espanhol, em 1818.